# Three Mile Bush
Three Mile Bush  est une banlieue de la ville de Whangarei, située dans la région du Northland, dans l’île du Nord de la Nouvelle-Zélande.

## Population
La population de la ville de Three Mile Bush était de 999 habitants lors du recensement de 2013 en Nouvelle-Zélande, en augmentation de 350 résidents par rapport à celui de 2006.